# Людина, що спить (роман)
«Людина, що спить» (фр. Un homme qui dort) — третій роман Жоржа Перека, вперше вийшов у Франції у видавництві Denoël 1967 року. Український переклад Романа Осадчука з'явився у 2022 році.
Роман розповідає історію студента, який раптом замкнувся в собі, ставши байдужим до світу. ⇒
Головною особливістю є розповідь від другої особи.
Це один з найменш вивчених великих творів Жоржа Перека, оскільки написаний до того, як він приєднався до групи письменників «УЛІПО».
У 1974 році був екранізований ⇒

## Сюжет
Одного літнього спекотного дня, в день складання державного іспиту, 25-річний студент не встає, як зазвичай, коли дзвонить будильник, а просто залишається в ліжку. Щось зламалося всередині нього, що досі пов'язувало його зі світом. Він приходить до усвідомлення, що не знає, як жити, і ніколи не дізнається. Навіть коли друзі стукають у його двері, він не рухається з місця. Він викидає в смітник повідомлення, підкинуті під двері. Лише вночі він залишає свою кімнатку на горищі і безцільно блукає вулицями, дозволяючи анонімному натовпу вести його вздовж Паризьких бульварів від площі Республіки до церкви Ла Мадлен.
На кілька тижнів безіменний головний герой перериває своє усамітнене життя і їде до батьків у село поблизу Осеру. Але навіть там він продовжує своє неробство, довго гуляє, багато спить, мало розмовляє. У нього таке відчуття, що він майже не жив, але все вже було сказано. «Навіщо підніматися на вершину гори, якщо потім доведеться знову спускатися…?» Він вирішує триматися якомога далі від життя.
У Парижі на нього чекає кімната та ізоляція. Він хоче відучити себе від усіх життєвих речей, поки врешті-решт не заживе позачасовим рослинним життям. Він читає все, що трапляється на очі, і йде ввечері в перший-ліпший кінотеатр. Його похід до кафе відбувається суто заради для того, щоб поїсти. Його блукання Парижем заводять його у все невідоміші куточки; він може годинами занурюватися у споглядання дерева. Іноді він не виходить зі своєї кімнати днями, просто вивчаючи тріщини на стелі або розкладаючи один пасьянс за іншим, порядок яких його зачаровує. Він відчуває себе недоторканним, абсолютно байдужим, вільним від усього, що може йому сподобатися або не сподобатися, захищеним від будь-якої несподіванки. Світ більше не має над ним влади.
Але в якийсь момент він втрачає ілюзію невразливості, в його життя проникають страх і самотність. Під час прогулянок у нього з'являється відчуття, що він перебуває в мертвому місті. Всіх людей, яких він зустрічає, він сприймає як вигнанців, бо сам є вигнанцем. Він дедалі більше відчуває себе в'язнем у своїй камері, як щур у лабіринті. За допомогою скрупульозного порядку він намагається навести лад у своєму житті. Але без відчуття притулку він просто чекає, коли все минеться.
Він усвідомлює, що нічого не досягнув у своїх спробах докопатися до суті свого існування. Самотність його нічому не навчила, нікуди не привела, його байдужість безглузда і нічого не змінює. Все відбувається незалежно від того, чи бере він у цьому участь, чи відмовляється. Він відчував себе мучеником, але дива не сталося, ніхто його не врятував, він не помер. Світ не зрушився з місця, і він не змінився. Зрештою, час здужав його волю, він наказує собі: «Не уподобайся тим, хто марить наяву!». Він повертається до життя, де його перше відчуття — страх, а перший вчинок — чекати, поки дощ припиниться на площі Кліші.

## Екранізація
У 1973 році Перек і режисер Бернар Квейсан екранізували роман під тією самою назвою. Головну роль зіграв Жак Шпіссер, Людмила Мікаель читала уривки з роману. Фільм, знятий у чорно-білих тонах, фокусується не лише на головному герої, а й на маловідомих куточках Парижа. На відміну від роману, кіноверсія «Людини, що спить» базується на математичних принципах. Шість частин фільму показують абсолютно однакові речі, місця і рухи, зняті щоразу з різних ракурсів. Текст і музика також засновані на шестичастинній перестановці і — за винятком кількох випадкових моментів і фінальної послідовності — не збігаються з показаними зображеннями.
Присудження приз Жана Віго в березні 1974 року нарешті призвело до комерційного релізу. Фільм демонструвався у французьких кінотеатрах з 24 березня по 8 жовтня 1974 року і його показали на різних міжнародних кінофестивалях.